# Megachernes ryugadensis
Espèce
Megachernes ryugadensis est une espèce de pseudoscorpions de la famille des Chernetidae.

## Distribution
Cette espèce est endémique du Japon.

## Liste des sous-espèces
Selon Pseudoscorpions of the World (version 3.0) :
- Megachernes ryugadensis myophilus Morikawa, 1960
- Megachernes ryugadensis naikaiensis Morikawa, 1957
- Megachernes ryugadensis ryugadensis Morikawa, 1954

## Étymologie
Son nom d'espèce, composé de ryugad[o] et du suffixe latin -ensis, « qui vit dans, qui habite », lui a été donné en référence au lieu de sa découverte, la grotte Ryuga-do.

## Publications originales
- Morikawa, 1954 : On some Pseudoscorpions in Japanese limegrottoes. Memoirs of Ehime University, Sect. II, sér. B, vol. 2, p. 79-87.
- Morikawa, 1957 : Cave pseudoscorpions of Japan (II). Memoirs of Ehime University, Sect. II, sér. B, vol. 2, p. 357-365.
- Morikawa, 1960 : Systematic studies of Japanese pseudoscorpions. Memoirs of Ehime University, Sect. II, sér. B, vol. 4, p. 85-172.